# Прикладная химия (ГИПХ)
Акционерное общество «Российский научный центр „Прикладная химия (ГИПХ)“» (ранее ФГУП РНЦ «Прикладная химия», ранее ГИПХ) — крупнейшая в России организация химического профиля. Входит в Госкорпорацию «Ростех».
Ключевые направления деятельности:
- Химические твердые источники медицинского кислорода для систем жизнеобеспечения людей в экстремальных условиях;
- Химические твердые источники технического кислорода для поддержания горения авиационных топлив в разреженной атмосфере и обеспечения работы воздухонезависимых энергетических установок;
- Компоненты жидких, смесевых твердых и пастообразных ракетных топлив, порохов и взрывчатых веществ;
- Монотоплива для ракетных двигателей и катализаторы разложения для термокаталитических ракетных двигателей;
- Компоненты для поджига и сопровождения горения авиационных топлив в разреженной атмосфере;
- Технологии производства водорода из углевородоров и алюмининевых порошков; технология безопасной эксплуатации жидкого водорода в системах хранения и заправки конечных потребителей;
- Уникальная стендовая испытательная база высокотемпературных процессов и криогенных компонентов;
- Импортозамещение в компонентной базе спецхимии.

Предприятие включено в:
- перечень стратегических организаций;
- перечень системообразующих организаций российской экономики;
- сводный реестр организаций оборонно-промышленного комплекса, где является единственным поставщиком 20 уникальных изделий и продуктов;
- Ассоциацию государственных научных центров «Наука»;
- список научных организаций корпораций, относящихся к 1 категории значимости.

В структуру предприятия входят:
- Научно-производственный комплекс
- Проектный институт
- Пермский филиал
- Участок Опытного производства

## История создания

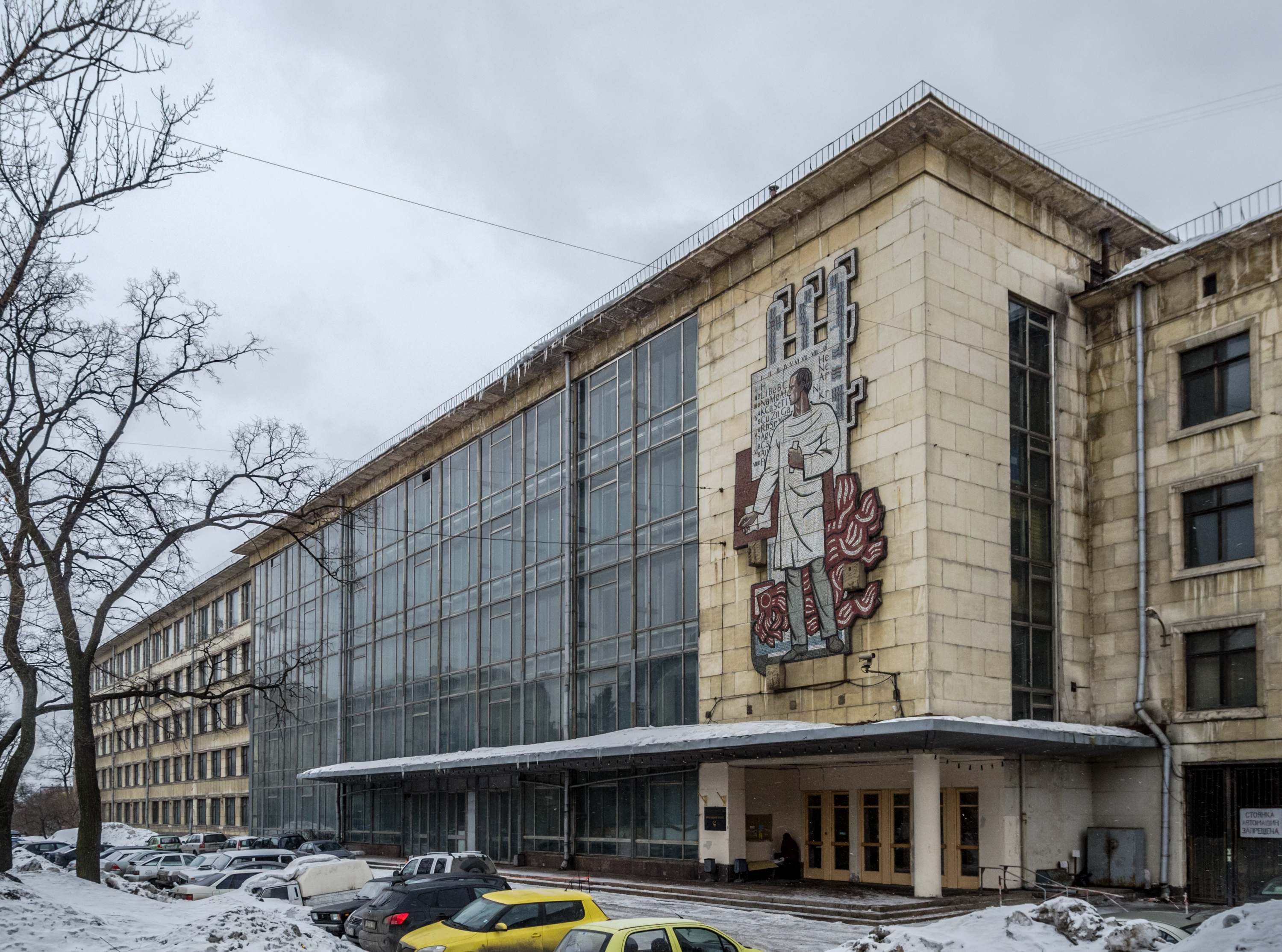
Главный корпус до сноса, фото 2011 г.

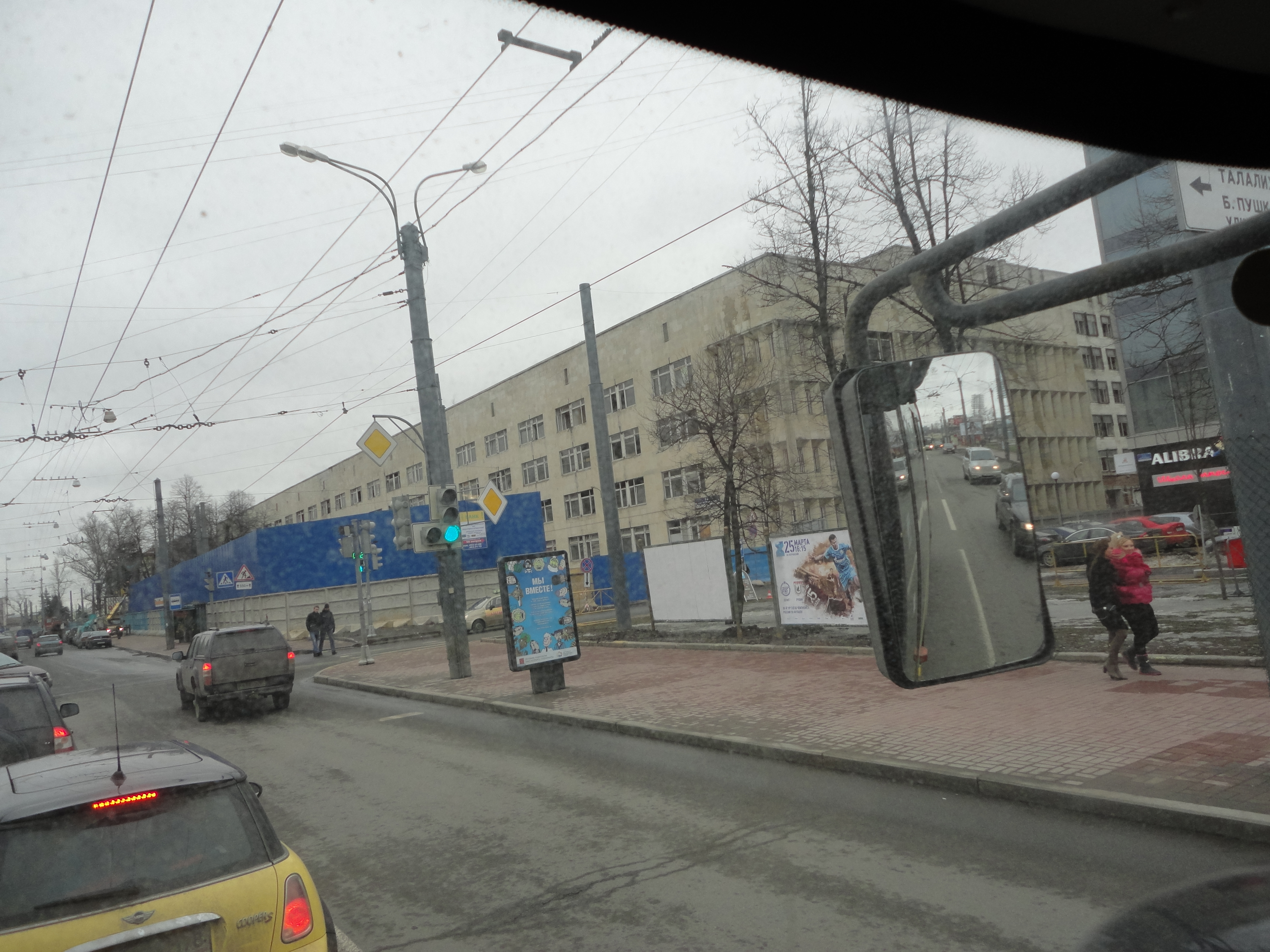
Корпуса до сноса, фото 2012 г.

Российский научный центр «Прикладная химия» ведёт своё основание с Российского института прикладной химии (РИПХ), который был создан в 1919 году на базе лаборатории и возглавляемого Б. К. Климовым Опытного завода Военно-химического комитета Русского физико-химического общества.
Организаторами Российского института прикладной химии были известные учёные: академики Н. С. Курнаков, В. Н. Ипатьев, А. Е. Фаворский, А. Е. Порай-Кошиц и другие.
В 1924 году РИПХ был переименован в Государственный институт прикладной химии (ГИПХ).
Создание первого в СССР научно-исследовательского института химического профиля, явилось основой строительства важнейших химических производств страны.
Проектное подразделение института было организовано в 1936 году, когда ГИПХу было поручено проектирование производства для получения: борной кислоты, цианистых соединений, бариевых солей, диоксида марганца, галогенов, гопкалита и других продуктов.
К 1940 году институтом созданы проекты химических комбинатов: Воскресенского, Березниковского, Соликамского, Невского, Череповецкого и Константиновского, Щелковского, Перекопского, Сакского заводов. Это позволило СССР, в предвоенное время, отказаться от импорта большого числа химических продуктов

## Институт в годы войны
В годы Великой Отечественной войны институт работал для нужд Ленинградского фронта.
На производстве создавали зажигательные средства, гранаты, осветительные сигнальные пакеты, индикаторы отравляющих веществ и другие продукты, необходимые городу.
Часть сотрудников проектного отдела ГИПХ была эвакуирована из Ленинграда на химические предприятия вглубь страны.

## Восстановление разрушенных предприятий
С начала 1945 года институт начал работу по восстановлению разрушенных предприятий химической промышленности в Крыму, Ленинграде и проектированию новых предприятий химии.
Вместе с этим шла работа по изысканию, исследованию, созданию и внедрению ракетного топлива.
Разработки ГИПХа обеспечили создание новых технологических процессов производств химических продуктов для различных отраслей: энергетики, морского транспорта, авиации, космической, атомной, нефтегазового комплекса, микроэлектроники и других важнейших областей народного хозяйства, а также создание машин и аппаратов отечественной ракетной и космической техники.
Одновременно с созданием технологических процессов были разработаны системы обезвреживания отходов производства, защиты обслуживающего персонала, окружающей среды и населения, проживающего вблизи предприятий.
Многие достижения Российского научного центра «Прикладная химия» были использованы при разработке передовых образцов вооружения.

## Институт в последней четверти XX века
В 1982 году на базе ГИПХ создается научно-производственное объединение «Государственный институт прикладной химии» (НПО ГИПХ).
В 1992 году Указом Президента России НПО ГИПХ преобразован в РНЦ «Прикладная химия» в его состав входят: Научно-исследовательский институт, Проектный институт, Опытный завод и Пермский филиал.
В последние годы Советской власти руководитель ГИПХ Б. В. Гидаспов стал первым секретарем Ленинградского обкома КПСС и являлся фактически руководителем Ленинграда в пору зарождения открытого демократического движения на рубеже 1980-х — 1990-х годов.
Награждён орденами Ленина (1969) и Трудового Красного Знамени (1944).
В 1988 году на базе ГИПХа было создано Межотраслевое государственное объединение «Технохим» (в 1994—1996 годах — АО «Технохим»).

## Судьба площадки института на Петроградской стороне в XXI веке в связи с проектом «Набережная Европы»

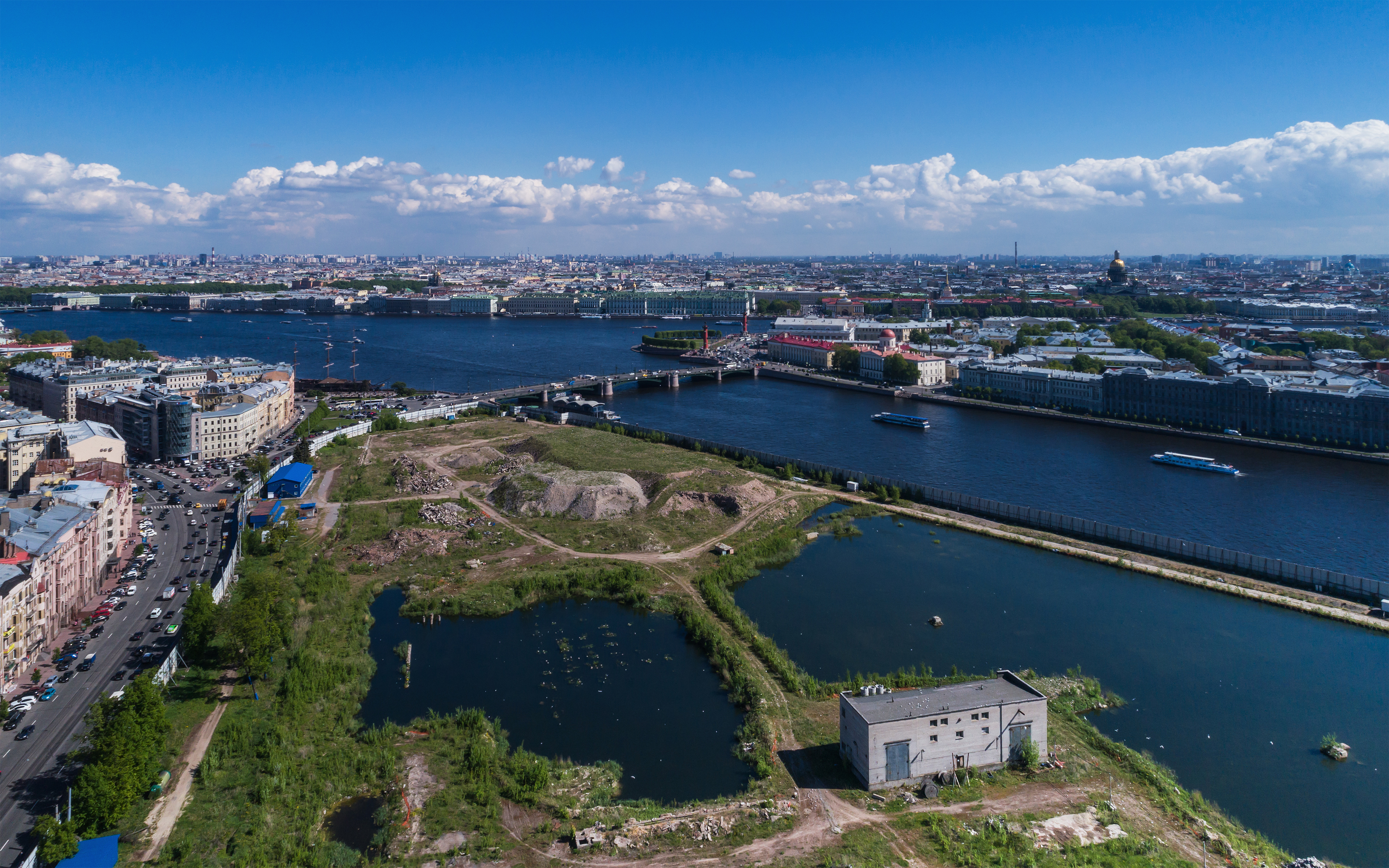
Затопленный пустырь на месте здания ГИПХ, вид с воздуха

В петербургской прессе всё первое десятилетие нового века с разной интенсивностью обсуждается проект новой застройки территории бывшего Ватного острова, то есть фактически территории ГИПХа. Говорилось о необходимости вывода опасного химического учреждения из исторического центра города по соседству с жилыми домами и развития данного участка. Проект новой застройки на данном участке получил название «Набережная Европы», и обращенный к Васильевскому острову плакат с этими двумя словами и логотипом кредитора — банка VTB висел на ограждении со стороны института берега Малой Невы, прохода и проезда по которому не было в связи с закрытым статусом института. К плюсам проекта относят дезактивацию зараженной химикатами территории и обеспечение сквозного движения по набережной с открытием красивых видов на историческую застройку Васильевского острова и художественным оформлением застройки самой набережной, большая часть территории которой с реки выглядела задворками производства. Весной и в первой половине лета 2012 года территория ГИПХ на Петроградской стороне Петербурга вдоль проспекта Добролюбова от Биржевого моста до продолжения переулка Талалихина к берегу Малой Невы расчищена от институтских зданий. Под снос попали и большое здание во всю длину участка 1960-х или 70-х годов постройки, не представлявшее исторической ценности, но бывшее в хорошем состоянии, и краснокирпичные здания казённого винокуренного завода ближе к набережной, прежде охранявшиеся государством как памятники промышленной архитектуры. Проекты застройки и в 2019 году продолжают претерпевать радикальные изменения, участок пустует, подробнее о его судьбе см. статью «Набережная Европы».

## Подготовка специалистов
В Научном центре действуют два диссертационных совета по защите диссертаций по четырём специальностям и двум отраслям наук.
Работает базовый факультет прикладной химии Санкт-Петербургского технологического института и базовые кафедры Балтийского государственного технического университета «Военмех».
Аспирантура, основанная в 1930 году, подготовила более 500 научных специалистов по основным направлениям химии и химической технологии.